# Московский международный кинофестиваль 1999
XXI Московский международный кинофестиваль состоялся в 1999 году. Открылся 19 июля 1999 года.

## Жюри
Председатель жюри:
- Фернандо Соланас, режиссёр (Аргентина)

Состав жюри:
- Флорестано Ванчини — режиссёр (Италия)
- Адам Гринберг — оператор (США)
- Шахла Нахид — кинокритик (Франция)
- Толомуш Океев — режиссёр (Кыргызстан)
- Валерий Тодоровский — режиссёр (Россия)
- Антонио Хименес-Рико[англ.] — режиссёр (Испания)
- Катя Ченко[англ.] — актриса (Франция)

## Фильмы-участники
- «Бумажный змей» — Saranggola (Филиппины, режиссёр Хиль М. Портес)
- «Всё уже решено» — Ormai e fatta! (Италия, режиссёр Энцо Монтелеоне)
- «Гиневра» — Guinevere (США, режиссёр Одри Уэллс)
- «Грязное бельё» — Panni sporchi (Италия, режиссёр Марио Моничелли)
- «Дилетантка» — La dilettante (Франция, режиссёр Паскаль Тома)
- «Жажда жизни» — Ikitai (Япония, режиссёр Канэто Синдо)
- «Дорога на Рукаярви» — Rakujarven (Финляндия, режиссёр Олли Саарела)
- «Затемнение» — Black out (Греция-Франция-Португалия, режиссёр Менелаос Карамагиолис)
- «Отель-общежитие» — Chung cư / L'Immeuble (Вьетнам-Франция, режиссёр Вьет Линь)
- «Путешественник» — O viajante (Бразилия, режиссёр Паулу Сесар Саросени)
- «Сладкий запах смерти» — Un dulce olor a muerte (Мексика-Испания-Аргентина, режиссёр Габриэль Ретес)
- «Страстной бульвар» — (Россия, режиссёр Владимир Хотиненко)
- «Страсть» — Passion (Австралия-США, режиссёр Питер Данкан)
- «Танец» — Dansinn (Исландия, режиссёр Агуст Гудмундсон)
- «Фара» — (Россия-Казахстан, режиссёр Абай Карпыков)
- «Час храбрецов» — La hora de los valientes (Испания, режиссёр Антонио Мерсеро)
- «6:3» — 6:3 (Венгрия, режиссёр Петер Тимар)

## Награды
«Золотой Георгий»
- «Жажда жизни» / Икитай (Япония, реж. Канэто Синдо)

«Специальный серебряный Георгий»
- «Час храбрецов» / La hora de los valientes (Испания, реж. Антонио Mepcepo)

«Серебряный Георгий»
- Режиссёр Агуст Гудмундсон[англ.] («Танец»/ Dansinn, Исландия)
- Актёр Фархат Абдраимов («Фара», Россия-Казахстан)
- Актриса Катрин Фро («Дилетантка» / La dilettante, Франция)

«Бронзовый Георгий»
Премия ФИПРЕССИ
- «Жажда жизни» (Япония, реж. Канэто Синдо)

Особое упоминание
- «Путешественник» / O viajante (Бразилия, реж. Паулу Сесар Сарасени)
- «Страстной бульвар» (Россия, реж. Владимир Хотиненко)

Почётный приз
«За вклад в развитие киноискусства»
- Марко Беллоккьо, режиссёр (Италия), по случаю показа фильма «Кормилица» (итал. La balia)